# Барат (Канфанар)
Барат (итал. Baratto di Canfanaro) је насељено место у Републици Хрватској у Истарској жупанији. Административно је у саставу општине Канфанар.

## Географија
Барат је насеље у унутрашњости западне Истре, 10 км северозападно од општинског средишта Канфанара. Лежи изнад Лимске драге, на надмоској висини од 292 метра, окружен ливадама на брежуљкастом кречњачком тлу. Становници се баве пољопривредом и сточарством (овце и говеда). Њиве су мале, ограђене сухозидом, земља шкрта. Најбоље успева винова лоза (углавном малвазија) и маслине, а мање пшеница и кукуруз.

## Историја
Подручје је у средњем веку припадало аквилејској цркви, затим од XV века двиградској општини, а налазило се покрај границе млетачког и аустријског дела Истре, па је често страдало у ратним сукобима. У XVI и XVII веку. населиле су се избеглице пред Османлијама из Далмације и обновиле село. Између Барата и суседног насеља Червара налазе се остаци бенедиктинске ранороманичке цркве Светог Петра у оковима из 1689, са три полукружне избочене апсиде и цистерном, дозиданом уз јужни зид цркве. У близини цркве нађена је сребрна capsella за реликвије и сребрни крст с натписом PETRUS VOTUM SOLVIT и ланчићем. Данашња црква Св. Петра, изграђена 1689. једнобродна је грађевина с тремом на прочељу.

## Становништво
Према попису становништва из 2011. године у насељу Барат било је 59 становника који су живели у 25 породичних домаћинстава.
Кретање броја становника по пописима 1857—2001.
| година пописа   | 1857 | 1869 | 1880 | 1890 | 1900 | 1910 | 1921 | 1931 | 1948 | 1953 | 1961 | 1971 | 1981 | 1991 | 2001 | 2011. |
| Број становника | 0    | 0    | 158  | 180  | 195  | 220  | 944  | 502  | 254  | 241  | 185  | 172  | 115  | 93   | 69   | 59    |

Напомена: У 1857. и 1869. подаци су садржани у насељу Мргани. У 1921. садржи податке за насеља Червари, Дубравци, Јурал, Коренићи, Ладићи и Мргани.